# Bregenstedt
Bregenstedt è una frazione tedesca del comune di Erxleben, nel land della Sassonia-Anhalt.
Fino al 30 dicembre 2009 ha costituito un comune autonomo.